# David Yonggi Cho
David Yonggi Cho (wcześniej znany jako Paul Yonggi Cho, ur. 14 lutego 1936 w Ulsan w Korei Południowej, zm. 14 września 2021) – chrześcijański ewangelista w Korei, starszy pastor i założyciel Kościoła Pełnej Ewangelii Yoido, największego megakościoła na świecie z 830 tysięcy członków (2007), należącego do Światowej Wspólnoty Zborów Bożych.

## Życiorys
Cho urodził się w 1936 roku w Ulsan w Korei Południowej. Miał cztery siostry i był najstarszym z pięciu braci. Ukończył szkołę średnią z wyróżnieniem. Ponieważ jego ojcu nie powiodło się w biznesie, Cho nie mógł rozpocząć uniwersyteckich studiów. Poszedł więc do niedrogiej szkoły handlowej, która znajdowała się w pobliżu bazy wojskowej. Od żołnierzy uczył się języka angielskiego i szybko go opanował, dzięki czemu stał się tłumaczem dowódcy bazy wojskowej.
W wieku 19 lat nawrócił się z buddyzmu na chrześcijaństwo. Później przeżył chrzest w Duchu Świętym i miał wizję Jezusa. W 1956 roku dostał stypendium na studia z teologii w Koledżu Biblijnym Pełnej Ewangelii w Seulu, który ukończył w marcu 1958. W późniejszych latach otrzymał doktorat z historii kościoła. W latach 1992–2000 stał na czele Zborów Bożych. Głosił teologię sukcesu.
Na gruncie teologicznym odszedł od ortodoksyjnej teologii chrześcijańskiej, a do swego nauczania wprowadził buddyjskie elementy (np. wizualizacja). Michael Horton zarzucił, że „czwarty wymiar” jest mieszaniną psychologii, magii i religii.
Synowie Cho zostali zwolnieni ze służby wojskowej. Najstarszy syn jest wydawcą tabloidu. 
Zarzucano mu nepotyzm, gdyż kluczowe stanowiska w Kościele zajęli jego krewni.
20 lutego 2014 został skazany na trzy lata więzienia w zawieszeniu na pięć lat za uchylanie się od płacenia podatków. Nie skazano go na więzienie ze względu na popularność jaką się cieszył. Jego starszy syn został skazany na trzy lata więzienia za współuczestniczenie z ojcem w malwersacjach finansowych. 